# Upplands runinskrifter 846
Upplands runinskrifter 846 är en vikingatida runsten av granit i Västeråkers kyrka, Västeråkers socken och Uppsala kommun i Uppland.
Stenen står nu utanför kyrkogårdsmuren till Västeråkers kyrka, höger om porten. Tidigare har den legat som tröskelsten utanför vapenhuset. U 847 står bredvid på vänstra sidan porten.

## Inskriften

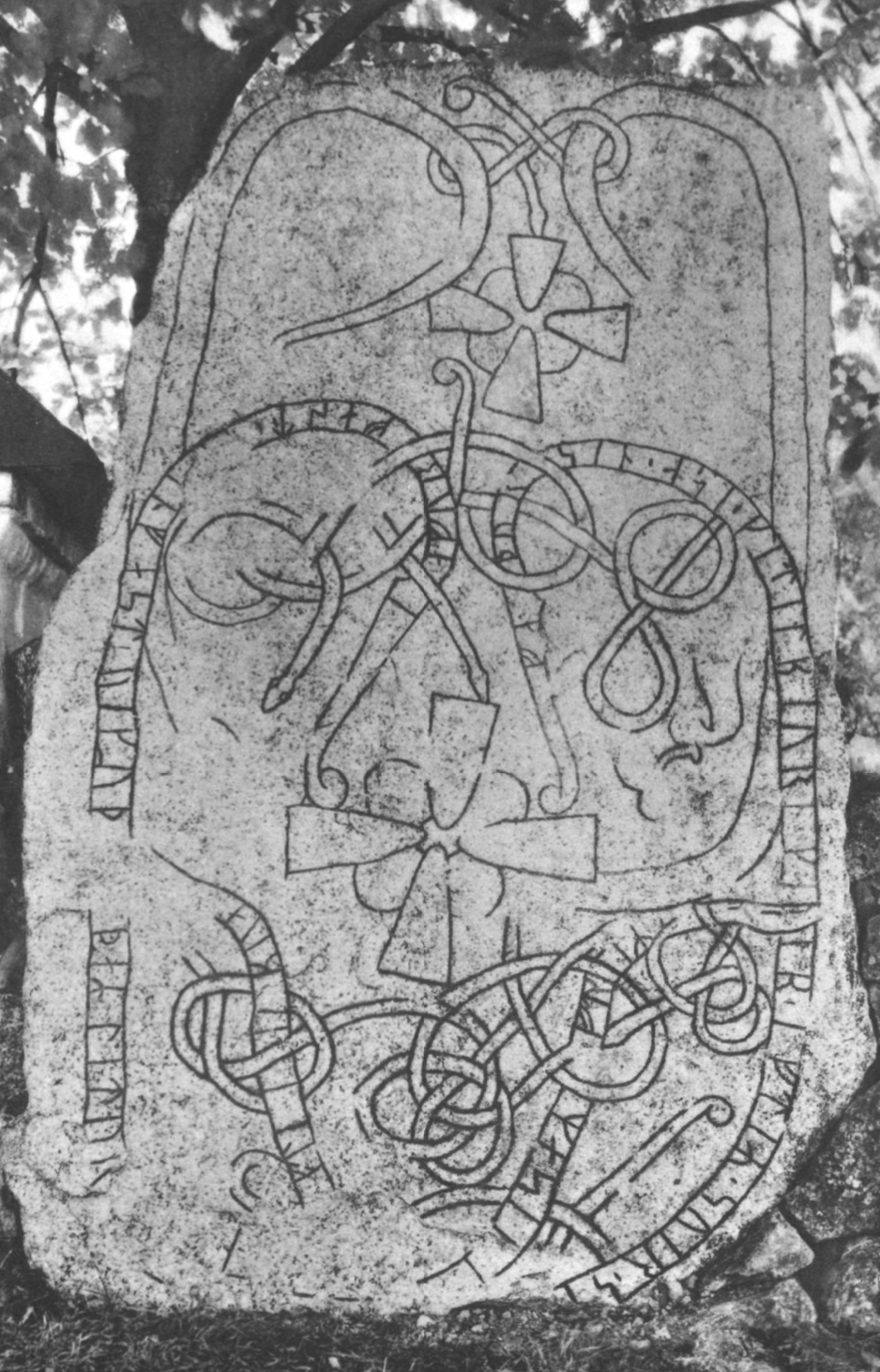
Runsten U 846

Translitterering av runraden:
iafurfast ' ...-nfast ' uikuþ... ... þaʀ litu r... ...- -isaʀ -ftiʀ faþur sin ' asi ' kitilbiurn ' (k)(a)(i)r ' iftiʀ ' suir ' s-... ... ...fti... bua... ...
Normalisering till runsvenska:
Iofurfast, ...fast, Viguð[r] ... þaʀ letu ... ... [þ]essaʀ [æ]ftiʀ faður sinn, Asi, Kætilbiorn, Gæiʀʀ æftiʀ svær s[inn], ... [æ]fti[ʀ] boa[nda] ...
Översättning till nusvenska:
Jovurfast, ...-fast, Vigunn, de lät [rista] dessa [runor] efter sin fader, Åse, Kättilbjörn, Ger, efter sin svärfar, ... efter sin man.